# Extraliga žen ve florbale 2016/2017
Extraliga žen ve florbale 2016/2017 byla 23. ročníkem nejvyšší ženské florbalové soutěže v Česku.
Soutěž odehrálo 12 týmů systémem dvakrát každý s každým. Prvních osm týmů postoupilo do play-off. Zbylé čtyři týmy hrály o sestup.
Vítězem ročníku se poosmé a naposledy stal tým TIGERS FK Jižní Město po porážce vítěze minulého ročníku, týmu 1. SC TEMPISH Vítkovice, ve finále.
Nováčkem v této sezóně byl tým Panthers Praha, který do Extraligy postoupil poprvé po vítězství v 1. lize v předchozím ročníku.
Po prohře v play-down sestoupil po devíti sezónách v Extralize tým Elite Praha. Klub následně zanikl. Tým byl v následující sezóně nahrazen vítězem 1. ligy, týmem Únětická 12° Tatran Střešovice, který se do Extraligy vrátil po jedné sezóně.

## Základní část
V základní části se všechny týmy dvakrát utkaly každý s každým. Po skončení základní části postoupilo prvních osm týmů do play-off. Zbylé čtyři týmy základní části se spolu utkaly v play-down.
| Poř. | Tým                           | Z  | V  | VP | PP | P  | VG  | OG  | B  |
| ---- | ----------------------------- | -- | -- | -- | -- | -- | --- | --- | -- |
| 1.   | 1. SC TEMPISH Vítkovice       | 22 | 21 | 0  | 0  | 1  | 201 | 40  | 63 |
| 2.   | FAT PIPE Florbal Chodov       | 22 | 18 | 0  | 1  | 3  | 186 | 55  | 55 |
| 3.   | TIGERS FK Jižní Město         | 22 | 18 | 0  | 0  | 4  | 180 | 65  | 54 |
| 4.   | FbŠ E. P. Bohemians           | 22 | 15 | 1  | 1  | 5  | 142 | 92  | 48 |
| 5.   | FBC ČPP Bystroň Group Ostrava | 22 | 14 | 0  | 0  | 8  | 153 | 116 | 42 |
| 6.   | Crazy girls FBC Liberec       | 22 | 10 | 0  | 0  | 12 | 92  | 124 | 30 |
| 7.   | K1 Florbal Židenice           | 22 | 8  | 0  | 3  | 11 | 71  | 94  | 27 |
| 8.   | FBK Jičín                     | 22 | 7  | 2  | 0  | 13 | 72  | 138 | 25 |
| 9.   | Elite Praha                   | 22 | 6  | 2  | 1  | 13 | 74  | 150 | 23 |
| 10.  | Panthers Praha                | 22 | 3  | 2  | 0  | 17 | 60  | 141 | 13 |
| 11.  | FBS Olomouc                   | 22 | 3  | 1  | 1  | 17 | 63  | 152 | 12 |
| 12.  | TJ Sokol Královské Vinohrady  | 22 | 1  | 0  | 1  | 20 | 66  | 193 | 4  |

## Vyřazovací boje
Čtvrtfinále a semifinále se hrály na čtyři vítězné zápasy.

### Pavouk
|  | Čtvrtfinále (na zápasy) | Čtvrtfinále (na zápasy) |                         |   | Semifinále (na zápasy) | Semifinále (na zápasy) |  |  | Superfinále (skóre) | Superfinále (skóre) |
|  |                         |                         |                         |   |                        |                        |  |  |                     |                     |
|  |                         |                         |                         |   |                        |                        |  |  |                     |                     |
|  | 1. SC TEMPISH Vítkovice | 4                       |                         |   |                        |                        |  |  |                     |                     |
|  | 1. SC TEMPISH Vítkovice | 4                       |                         |   |                        |                        |  |  |                     |                     |
|  | FBK Jičín               | 0                       |                         |   |                        |                        |  |  |                     |                     |
|  | FBK Jičín               | 0                       | 1. SC TEMPISH Vítkovice | 4 |                        |                        |  |  |                     |                     |
|  |                         |                         | 1. SC TEMPISH Vítkovice | 4 |                        |                        |  |  |                     |                     |
|  |                         | FBC Ostrava             | 0                       |   |                        |                        |  |  |                     |                     |
|  | FbŠ E. P. Bohemians     | FBC Ostrava             | 0                       | 3 |                        |                        |  |  |                     |                     |
|  | FbŠ E. P. Bohemians     |                         |                         | 3 |                        |                        |  |  |                     |                     |
|  | FBC Ostrava             | 4                       |                         |   |                        |                        |  |  |                     |                     |
|  | FBC Ostrava             | 4                       | 1. SC TEMPISH Vítkovice | 2 |                        |                        |  |  |                     |                     |
|  |                         |                         | 1. SC TEMPISH Vítkovice | 2 |                        |                        |  |  |                     |                     |
|  |                         | TIGERS FK Jižní Město   | 6                       |   |                        |                        |  |  |                     |                     |
|  | FAT PIPE Florbal Chodov | TIGERS FK Jižní Město   | 6                       | 4 |                        |                        |  |  |                     |                     |
|  | FAT PIPE Florbal Chodov |                         |                         | 4 |                        |                        |  |  |                     |                     |
|  | Crazy girls FBC Liberec | 0                       |                         |   |                        |                        |  |  |                     |                     |
|  | Crazy girls FBC Liberec | 0                       | FAT PIPE Florbal Chodov | 3 |                        |                        |  |  |                     |                     |
|  |                         |                         | FAT PIPE Florbal Chodov | 3 |                        |                        |  |  |                     |                     |
|  |                         | TIGERS FK Jižní Město   | 4                       |   |                        |                        |  |  |                     |                     |
|  | TIGERS FK Jižní Město   | TIGERS FK Jižní Město   | 4                       | 4 |                        |                        |  |  |                     |                     |
|  | TIGERS FK Jižní Město   |                         |                         | 4 |                        |                        |  |  |                     |                     |
|  | K1 Florbal Židenice     | 0                       |                         |   |                        |                        |  |  |                     |                     |
|  | K1 Florbal Židenice     | 0                       |                         |   |                        |                        |  |  |                     |                     |

### Čtvrtfinále
První tři týmy si postupně zvolily soupeře pro čtvrtfinále z druhé čtveřice.
1. SC TEMPISH Vítkovice – FBK Jičín 4 : 0 na zápasy – Zpráva
- 14. 3. 2017 15:00, Vítkovice – Jičín 12 : 21 (4:1, 3:0, 5:1)
- 15. 3. 2017 14:00, Vítkovice – Jičín 10 : 01 (4:0, 2:0, 4:0)
- 11. 3. 2017 20:30, Jičín – Vítkovice 12 : 10 (1:5, 0:1, 1:4)
- 12. 3. 2017 16:30, Jičín – Vítkovice 01 : 91 (0:2, 1:2, 0:5)

FAT PIPE Florbal Chodov – Crazy girls FBC Liberec 4 : 0 na zápasy – Zpráva
- 14. 3. 2017 19:00, Chodov – Liberec 9 : 41 (2:2, 2:1, 5:1)
- 15. 3. 2017 17:00, Chodov – Liberec 6 : 41 (2:2, 3:1, 1:1)
- 11. 3. 2017 19:00, Liberec – Chodov 5 : 10 (2:3, 1:2, 2:5)
- 12. 3. 2017 16:00, Liberec – Chodov 2 : 11 (0:2, 2:5, 0:4)

TIGERS FK Jižní Město – K1 Florbal Židenice 4 : 0 na zápasy – Zpráva
- 14. 3. 2017 16:00, Tigers – Židenice 7 : 31 (2:1, 4:1, 1:1)
- 15. 3. 2017 14:00, Tigers – Židenice 4 : 3tn (0:0, 0:2, 3:1, 0:0)
- 11. 3. 2017 20:00, Židenice – Tigers 1 : 10 (0:3, 0:3, 1:4)
- 12. 3. 2017 17:00, Židenice – Tigers 1 : 51 (1:0, 0:4, 0:1)

FbŠ E. P. Bohemians – FBC ČPP Bystroň Group Ostrava 3 : 4 na zápasy – Zpráva
- 14. 3. 2017 16:30, Bohemians – Ostrava 10 : 21 (2:1, 3:1, 5:0)
- 15. 3. 2017 16:30, Bohemians – Ostrava 18 : 71 (3:2, 5:3, 0:2)
- 11. 3. 2017 17:00, Ostrava – Bohemians 16 : 10 (2:3, 1:3, 3:4)
- 12. 3. 2017 15:00, Ostrava – Bohemians 18 : 31 (3:2, 2:0, 3:1)
- 15. 3. 2017 20:00, Bohemians – Ostrava 16 : 71 (2:1, 1:5, 3:1)
- 17. 3. 2017 18:00, Ostrava – Bohemians 18 : 21 (0:1, 7:0, 1:1)
- 19. 3. 2017 17:00, Bohemians – Ostrava 16 : 91 (3:2, 2:2, 1:5)

### Semifinále
Nejlépe umístěný tým v základní části z postupujících do semifinále (1. SC TEMPISH Vítkovice) si zvolil soupeře (FBC ČPP Bystroň Group Ostrava) ze dvou nejhůře umístěných postupující týmů.
1. SC TEMPISH Vítkovice – FBC ČPP Bystroň Group Ostrava 4 : 0 na zápasy – Zpráva
- 25. 3. 2017 16:00, Vítkovice – Ostrava 14 : 61 (3:2, 5:1, 6:3)
- 26. 3. 2017 15:00, Vítkovice – Ostrava 11 : 51 (2:2, 6:2, 3:1)
- 01. 4. 2017 19:00, Ostrava – Vítkovice 13 : 51 (1:3, 0:0, 2:2)
- 02. 4. 2017 16:00, Ostrava – Vítkovice 15 : 12 (2:4, 1:3, 2:5)

FAT PIPE Florbal Chodov – TIGERS FK Jižní Město 3 : 4 na zápasy – Zpráva
- 25. 3. 2017 17:00, Chodov – Tigers 7 : 6 (1:3, 2:2, 4:1)
- 26. 3. 2017 17:00, Chodov – Tigers 3 : 4 (1:2, 1:1, 1:1)
- 01. 4. 2017 16:00, Tigers – Chodov 3 : 2 (1:0, 0:1, 2:1)
- 02. 4. 2017 17:00, Tigers – Chodov 4 : 3 (1:0, 3:0, 0:3)
- 05. 4. 2017 19:30, Chodov – Tigers 9 : 1 (4:0, 2:0, 3:1)
- 07. 4. 2017 18:30, Tigers – Chodov 1 : 3 (0:0, 0:1, 1:2)
- 09. 4. 2017 17:00, Chodov – Tigers 3 : 4 (1:0, 2:1, 0:3)

### Superfinále
O mistru Extraligy rozhodl jeden zápas tzv. superfinále 17. dubna 2016 v O2 areně v Praze. Zápas sledovalo 8072 diváků.
- 17. 4. 2017 13:10, 1. SC TEMPISH Vítkovice – TIGERS FK Jižní Město 2 : 6 (0:2, 1:0, 1:4)[2][15] – Zpráva

## Boje o udržení
Hrály 9. s 12. a 10. s 11. po základní části. Vítězové z 1. kola zůstali v Extralize, poražení hráli 2. kolo.

### Pavouk
|  | 1. kolo (na zápasy)          | 1. kolo (na zápasy) |             |   | 2. kolo (na zápasy) | 2. kolo (na zápasy) |
|  |                              |                     |             |   |                     |                     |
|  |                              |                     |             |   |                     |                     |
|  | Elite Praha                  | 1                   |             |   |                     |                     |
|  | Elite Praha                  | 1                   |             |   |                     |                     |
|  | TJ Sokol Královské Vinohrady | 4                   |             |   |                     |                     |
|  | TJ Sokol Královské Vinohrady | 4                   | Elite Praha | 0 |                     |                     |
|  |                              |                     | Elite Praha | 0 |                     |                     |
|  |                              | Panthers Praha      | 4           |   |                     |                     |
|  | Panthers Praha               | Panthers Praha      | 4           | 2 |                     |                     |
|  | Panthers Praha               |                     |             | 2 |                     |                     |
|  | FBS Olomouc                  | 4                   |             |   |                     |                     |

### 1. kolo
Elite Praha – TJ Sokol Královské Vinohrady 1 : 4 na zápasy – Zpráva
- 11. 3. 2017 17:00, Elite – Vinohrady 3 : 4 (0:1, 2:0, 1:3)
- 12. 3. 2017 18:00, Elite – Vinohrady 5 : 4 (1:2, 3:1, 1:1)
- 18. 3. 2017 15:00, Vinohrady – Elite 8 : 1 (3:1, 2:0, 2:0)
- 19. 3. 2017 20:00, Vinohrady – Elite 3 : 2tn (1:1, 1:1, 0:0, 0:0)[17]
- 22. 3. 2017 19:00, Elite – Vinohrady 2 : 5 (0:2, 2:1, 0:2)

Panthers Praha – FBS Olomouc 2 : 4 na zápasy – Zpráva
- 11. 3. 2017 20:30, Panthers – Olomouc 6 : 1 (1:0, 2:0, 3:1)
- 12. 3. 2017 15:00, Panthers – Olomouc 4 : 5 (1:0, 2:5, 1:0)
- 18. 3. 2017 17:30, Olomouc – Panthers 3 : 1 (0:0, 1:1, 2:0)
- 19. 3. 2017 15:00, Olomouc – Panthers 4 : 5tn (0:0, 3:0, 1:4, 0:0)[17]
- 22. 3. 2017 18:20, Panthers – Olomouc 2 : 4 (0:3, 1:0, 1:1)
- 24. 3. 2017 19:30, Olomouc – Panthers 4 : 2 (2:1, 1:1, 1:0)

### 2. kolo
Hráli poražení z prvního kola. Vítěz hrál baráž a poražený sestoupil do 1. ligy.
Elite Praha – Panthers Praha 0 : 4 na zápasy – Zpráva
- 1. 4. 2017 13:00, Elite – Panthers 4 : 7 (1:2, 2:3, 1:2)
- 2. 4. 2017 20:30, Elite – Panthers 2 : 3 (0:0, 1:2, 1:1)
- 8. 4. 2017 17:20, Panthers – Elite 3 : 2 (1:0, 2:2, 0:0)
- 9. 4. 2017 19:00, Panthers – Elite 8 : 0 (2:0, 4:0, 2:0)

### Baráž
Vítěz hrál v další sezóně Extraligu a poražený 1. ligu.
Panthers Praha – itelligence Bulldogs Brno 3 : 0 na zápasy – Zpráva
- 23. 4. 2017 17:30, Panthers – Bulldogs 7 : 1 (3:1, 1:0, 3:0)
- 29. 4. 2017 20:00, Bulldogs – Panthers 1 : 3 (0:2, 1:1, 0:0)
- 30. 4. 2017 14:00, Bulldogs – Panthers 3 : 7 (2:3, 1:1, 0:3)

## Konečné pořadí
| Pořadí           | Tým                           |
| ---------------- | ----------------------------- |
| Zlatá medaile    | TIGERS FK Jižní Město         |
| Stříbrná medaile | 1. SC TEMPISH Vítkovice       |
| Bronzová medaile | FAT PIPE Florbal Chodov       |
| 4.               | FBC ČPP Bystroň Group Ostrava |
| 5.               | FbŠ E. P. Bohemians           |
| 6.               | Crazy girls FBC Liberec       |
| 7.               | K1 Florbal Židenice           |
| 8.               | FBK Jičín                     |
| 9.               | FBS Olomouc                   |
| 10.              | TJ Sokol Královské Vinohrady  |
| 11.              | Panthers Praha                |
| 12.              | Elite Praha                   |

## Nejužitečnější hráčky
Nejužitečnějšími hráčkami Extraligy byly zvoleny:
1. Denisa Ferenčíková (1. SC TEMPISH Vítkovice)
2. Gabriela Žůrková (FBK Jičín)
3. Denisa Billá (TIGERS FK Jižní Město)